# GRECE
De Groupement de recherche et d'études pour la civilisation européenne (GRECE, onderzoeks- en studiegroep voor de Europese beschaving) is een extreemrechtse denktank die in 1968 door Alain de Benoist in Frankrijk werd opgericht. De denktank is het begin geweest van de grotere beweging Nouvelle Droite.

## Geschiedenis
GRECE begon als een groep van rond de veertig leden, van wie Alain de Benoist, Pierre Vial, Jean-Claude Valla, Dominique Venner, Jacques Bruyas en Jean Jacques Mourreau prominente figuren waren. De groep hield zich bezig met ultranationalisme, anticommunisme, wetenschappelijk racisme en het verdedigen van de westerse beschaving. Ze keerden zich tegen de migratie van mensen uit de koloniën naar Europa en namen een antikoloniaal standpunt in. Ook verschoof de groep van onderscheid maken op basis van biologisch racisme naar onderscheid maken op basis van identiteit en cultuur.
GRECE deed moeite om niet over te komen als fascistisch. Zo circuleerde er een intern document waarin leden werd opgeroepen geen achterhaalde taal te gebruiken die de groep kon associëren met fascisme. GRECE riep zijn leden op te netwerken met Europa's invloedrijkste intellectuelen en bestuurders. Men geloofde in het idee dat culturele verandering aan politieke verandering vooraf moest gaan. Hierbij zouden normen en waarden, verpest door het liberalisme en modernisme, weer hersteld moeten worden. Hun leider, Benoist, riep op tot het omverwerpen van de liberale democratie door middel van een langdurige metapolieke strategie.
De leden kwamen voor een groot deel oorspronkelijk uit nationalistische bewegingen voort, zoals Europe-Action, de cirkel rondom Dominique Venner en Jean Mabire, de Federation of Nationalist Students (FEN), de National Movement of Progress (MNP) en de Rassemblement européen pour la liberté (REL).

## Nederland en België
In Nederland en België is er de Deltastichting, met hun blad TeKoS.